# Lista de navios da Cunard Line

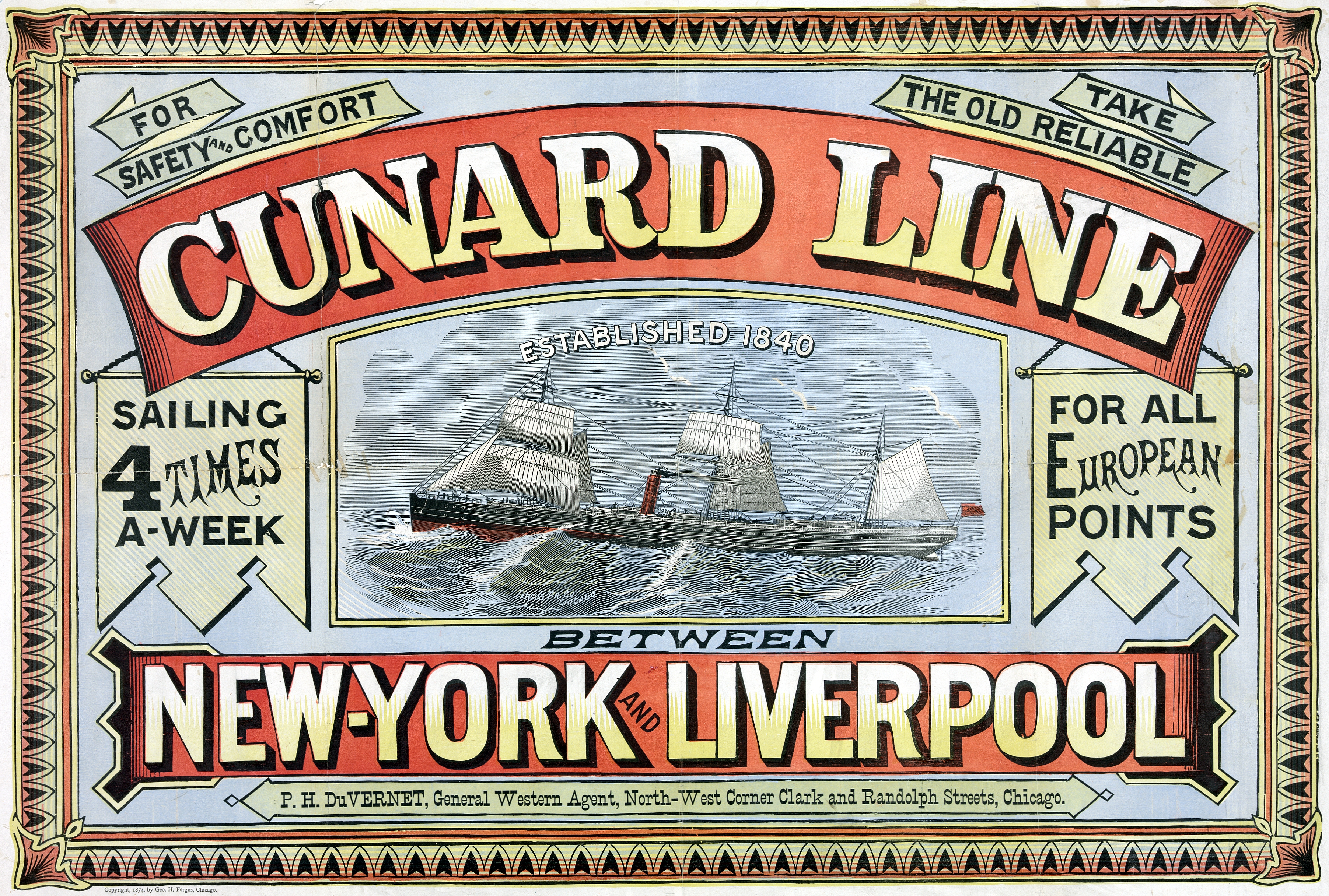
Cartaz promocional da Cunard Line de 1875

Cunard Line é uma companhia de navegação multinacional com sede na California. Fundada em 1840, é a principal operadora de navios de passageiros no Atlântico Norte, comemorando 175 anos de de existência em 2015 .
Esta é uma lista de navios operados pela Cunard Line. A lista está organizada e ordenada pelo ano de do início de serviço da embarcação. A maioria dos navios da frota foram construídos por encomenda e especificações da empresa.

## 1840–1850
Primeiros anos da empresa época da formação da British and North American Royal Mail Steam Packet Company, que deu origem a Cunard Line.
Todos os navios desse período tinha cascos de madeira e eram movidos por rodas de pás.
| Navio     | Período de serviço na Cunard | Tonelagem de arqueação bruta | Notas | Estaleiro                          |  |
| --------- | ---------------------------- | ---------------------------- | --- | ---------------------------------- |  |
| Unicorn   | 1840–1846                    | 650 GRT                      | navio a vapor com rodas de pás que fez a primeira viagem para a Cunard Line, entre os portos de Liverpool e Halifax. | navio fretado de G.& J.Burns       |  |
| Britannia | 1840–1849                    | 1 150 GRT                    | Flâmula azul (Atlantic Eastbound Record), vendido para a Reichsflotte (Marinha da Prússia) em 1849.                  | Robert Duncan & Company (Greenock) |  |
| Acadia    | 1840–1849                    | 1 150 GRT                    | vendido para a Reichsflotte (Marinha da Prússia) em 1849.                                                            | John Wood and Co. (Glasgow)        |  |
| Caledonia | 1840–1850                    | 1 150 GRT                    | vendido para a Marinha da Espanha em 1850.                                                                           | Smith & Rodger (Govan)             |  |
| Columbia  | 1841–1843                    | 1 150 GRT                    | Flâmula azul (Blue Riband - Westbound), naufragou em 1843, sem perda de vidas.                                       | Robert Steele & Company            |  |
| Hibernia  | 1843–1850                    | 1 400 GRT                    | Flâmula azul (Atlantic Eastbound Record), vendido para a Marinha da Espanha em 1850.                                 | Robert Steele & Company            |  |
| Cambria   | 1845–1860                    | 1 400 GRT                    | Flâmula azul (Blue Riband - Westbound), vendido para armadores italianos em 1860.                                    | Robert Steele & Company            |  |
| America   | 1848–1863                    | 1 850 GRT                    | Flâmula azul (Blue Riband- Westbound), vendido em 1863, e convertido para navio veleiro, desmontado em 1875.         | Robert Steele & Company            |  |
| Niagara   | 1848–1866                    | 1 850 GRT                    | vendido em 1866, e convertido para navio veleiro, desmontado em 1875.                                                | Robert Steele & Company            |  |
| Europa    | 1848–1867                    | 1 850 GRT                    | Flâmula azul (Blue Riband - Westbound), vendido em 1867.                                                             | John Wood and Co. (Glasgow)        |  |
| Canada    | 1848–1866                    | 1 850 GRT                    | Flâmula azul (Atlantic Eastbound Record), vendido em 1866 e convertido para navio veleiro, desmontado em 1883.       | Robert Steele & Company            |  |
| Asia      | 1850–1868                    | 2 250 GRT                    | Flâmula azul (Blue Riband - Westbound), vendido em 1868, naufragou em 1876.                                          | Robert Steele & Company            |  |
| Africa    | 1850–1868                    | 2 250 GRT                    | vendido em 1868. | Robert Steele & Company            |  |

## 1850–1879
Período de grande concorrência entre as empresas de navegação em busca de contratos para o transporte de correspondência entre a Europa e a América do Norte.
Apenas o  Arabia tinha o seu casco em madeira e somente o  Arabia ,  Persia  e  Scotia  eram movidos por  rodas de pás. Fornecimento de navios para o Reino Unido durante a Guerra da Crimeia.
| Navio                 | Período de serviço na Cunard | Tonelagem de arqueação bruta | Notas | Estaleiro                            |  |
| --------------------- | ---------------------------- | ---------------------------- | --- | ------------------------------------ |  |
| Arabia                | 1852–1864                    | 2 400 GRT                    | vendido em 1864 e convertido para navio veleiro, naufragou em 1868. | Robert Steele & Company              |  |
| Andes                 | 1852–1859                    | 1 400 GRT                    | vendido para o Governo da Espanha em 1859. | William Denny & Brothers (Dumbarton) |  |
| Balbec                | 1852–1884                    | 774 GRT                      | naufragou em 1884. | William Denny & Brothers (Dumbarton) |  |
| Alps                  | 1853–1859                    | 1 400 GRT                    | vendido para o Governo da Espanha em 1859. | William Denny & Brothers (Dumbarton) |  |
| Taurus                | 1853–1859                    | 1 126 GRT                    | vendido para o Governo da Espanha em 1859. | William Denny & Brothers (Dumbarton) |  |
| Melita                | 1853–                        | 1 258 GRT                    | | Alexander Denny                      |  |
| Emeu                  | 1854–1859                    | 1 538 GRT                    | o navio participou da Guerra da Criméia, vendido para Peninsular and Oriental Steam Navigation Company.                                                                                                  | Robert Napier & Sons (Glasgow)       |  |
| Lebanon               | 1854–                        | 1 373 GRT                    | vendido para o Governo da Espanha em 1859. | J. & G. Thomson & Co. (Glasgow)      |  |
| Jura                  | 1854–1860                    | 2 200 GRT                    | vendido em 1860 para Allan Line, naufragou ao largo de Liverpool em1864. | J. & G. Thomson & Co. (Glasgow)      |  |
| Etna                  | 1855–1860                    | 2 200 GRT                    | vendido em 1896 para Inman Line, desmontado em 1896. | Caird & Company                      |  |
| Persia                | 1856–1869                    | 3 300 GRT                    | desmontado em Londres em 1872. | Robert Napier & Sons                 |  |
| Damascus              | 1856–1865                    | 1 214 GRT                    | vendido em 1865 para Allan Line. | William Denny & Co. (Dumbarton)      |  |
| Australasian Calabria | 1859-1860 1870-1876          | 2 700 GRT                    | lançado em 1856 como Australasian navegou para a European & Australian, comprado pela Cunard Line em 1859, fretado para Allan Line em 1860, voltou a navegar pela Cunard em 1870 com o nome de Calabria. | J. & G. Thomson & Co.                |  |
| Nemisis               | 1857–                        | 2 717 GRT                    | vendido em 1865 Allan Line. | Tod & McGregor (Glasgow)             |  |
| Palestine             | 1858–1860                    | 1 800 GRT                    | fretado para Allan Line em 1860. | Robert Steele & Co. (Greenock)       |  |
| Kedars                | 1860–1897                    | 1 783 GRT                    | vendido m 1865 Allan Line. | William Denny & Co. (Dumbarton)      |  |
| Marathon              | 1860–1898                    | 1 784 GRT                    | desmontado em 1898 em Genova. | Robert Napier & Sons                 |  |
| Olympus               | 1860–1881                    | 1 794 GRT                    | vendido em 1881. | J. & G. Thomson & Co. (Glasgow)      |  |
| Atlas                 | 1860-1896                    | 1 794 GRT                    | desmontado em1896. | J. & G. Thomson & Co. (Glasgow)      |  |
| Hecla                 | 1860-1881                    | 1 785 GRT                    | vendido para Laird Bros em 1881, desmontado em1954. | Robert Napier & Sons (Glasgow)       |  |
| China                 | 1862–1880                    | 2 638 GRT                    | vendido para armadores espanhóis em 1880 e renomeado Magallanes, em 1889 vendido para armadores da Noruega e renomeado Theodore, desaparecido no mar em 1906.                                            | Robert Napier & Sons (Glasgow)       |  |
| Scotia                | 1864–1878                    | 3 871 GRT                    | Fita azul (Blue Riband - Westbound), vendido em 1878 e transformado em navio lançador de cabos telegráficos, naufragou em 1904.                                                                          | Robert Napier & Sons (Glasgow)       |  |
| Marocco               | 1861-                        | 1 855 GRT                    | operou no mar Mediterrâneo. | William Denny & Co. (Dumbarton)      |  |
| Sidon                 | 1861-1885                    | 1 861 GRT                    | naufragou perto de Malpica, Espanha. | William Denny & Co. (Dumbarton)      |  |
| Corsica               | 1863-1868                    | 1 134 GRT                    | vendido para Royal Mail Steam Packet Co.. | J. & G. Thomson & Co. (Glasgow)      |  |
| Tripoli               | 1863-1872                    | 2 057 GRT                    | naufragou no Canal de São Jorge. | J. & G. Thomson & Co. (Glasgow)      |  |
| Cuba                  | 1865–1876                    | 2 668 GRT                    | vendido em 1876 e transformado em navio veleiro com o nome de Earl of Beaconsfield, naufragou em 1887.                                                                                                   | Tod & McGregor (Glasgow)             |  |
| Aleppo                | 1865–1909                    | 2 056 GRT                    | desmontado em 1909. | J. & G. Thomson & Co. (Glasgow)      |  |
| Palmyra               | 1865-1896                    | 2 044 GRT                    | em1880 foi utilizado como navio transporte de tropa na Guerra Anglo-Zulu, foi desmontado. | Caird & Co. (Greenock)               |  |
| Malta                 | 1865-1889                    | 2 132 GRT                    | naufragou ao largo do Cabo Cornwall. | J. & G. Thomson & Co. (Glasgow)      |  |
| Java                  | 1865–1878                    | 2 696 GRT                    | vendido em1878 para Red Star Line e renomeado como Zeeland, desaparecido no mar em 1895. | J. & G. Thomson & Co. (Glasgow)      |  |
| Tarifa                | 1865-1889                    | 2 058 GRT                    | desmontado em 1889. | J. & G. Thomson & Co. (Glasgow)      |  |
| Russia                | 1867–1880                    | 2 950 GRT                    | vendido para Red Star Line em 1880, naufragou em 1902. | J. & G. Thomson & Co. (Glasgow)      |  |
| Siberia               | 1867–1880                    | 2 498 GRT                    | vendido para armadores da Espanha em 1880, renomeado como Manila, naufragou em 1882. | J. & G. Thomson & Co. (Glasgow)      |  |
| Samaria               | 1868–1902                    | 2 574 GRT                    | desmontado em Genova em 1902. | J. & G. Thomson & Co. (Glasgow)      |  |
| Batavia               | 1870–1884                    | 2 553 GRT                    | transferido para John Elder & Co como parte do pagamento do SS Etruria e SS Umbria, desmontado em 1924.                                                                                                  | William Denny & Co. (Dumbarton)      |  |
| Abyssinia             | 1870–1880                    | 3 376 GRT                    | vendido para Guion Line em 1880, destruído por incêndio a bordo em 1891. | J. & G. Thomson & Co. (Glasgow)      |  |
| Algeria               | 1870–1881                    | 3 428 GRT                    | vendido em 1881 para Red Star Line 1881, desmontado em 1903. | J. & G. Thomson & Co. (Glasgow)      |  |
| Parthia               | 1870–1884                    | 3 167 GRT                    | transferido para John Elder & Co como parte do pagamento do SS Etruria e SS Umbria, desmontado em 1924.                                                                                                  | William Denny & Co. (Dumbarton)      |  |
| Trinidad              | 1872–                        | 1 900 GRT                    | | J. & G. Thomson & Co. (Glasgow)      |  |
| Demarara              | 1872–1887                    | 1 904 GRT                    | desaparecido no mar em 1887. | J. & G. Thomson & Co. (Glasgow)      |  |
| Brest                 | 1874–1875                    | 1463 GRT                     | naufragou em Hot Point, Cornwall. | Blackwood & Gordon (Glasgow)         |  |
| Bothnia               | 1874–1898                    | 4 535 GRT                    | vendido em 1896, desmontado em 1899. | J. & G. Thomson & Co. (Glasgow)      |  |
| Scythia               | 1875–1898                    | 4 557 GRT                    | desmontado em1898. | J. & G. Thomson & Co. (Glasgow)      |  |
| Nantes                | 1874–1886                    | 1473 GRT                     | naufragou em consequência a uma colisão. | Blackwood & Gordon (Glasgow)         |  |
| Saragossa             | 1874–1909                    | 2 263 GRT                    | desmontado em 1909. | J. & G. Thomson & Co. (Glasgow)      |  |
| Gallia                | 1879–1897                    | 4 809 GRT                    | vendido para Beaver Line em 1897, desmontado em 1900. | J. & G. Thomson & Co. (Glasgow)      |  |

## 1879–1934
Período de competição acirrada entre a Cunard Line e a White Star Line.
| Navio                          | Período de serviço na Cunard | Tonelagem de arqueação bruta | Notas | Estaleiro                              |  |
| ------------------------------ | ---------------------------- | ---------------------------- | --- | -------------------------------------- |  |
| Catalonia                      | 1881–1901                    | 4 850 GRT                    | desmontado em 1901                                                                                                |                                        |  |
| Cephalonia                     | 1882–1900                    | 5 500 GRT                    | vendido para Marinha da Rússia em 1900, naufragou em 1904                                                         |                                        |  |
| Pavonia                        | 1882–1900                    | 5 500 GRT                    | desmontado em 1900                                                                                                |                                        |  |
| Servia                         | 1881–1902                    | 7 400 GRT                    | primeiro navio de casco de aço na linha Europa-América, desmontado em 1902                                        |                                        |  |
| Aurania                        | 1883–1905                    | 7 250 GRT                    | desmontado em 1905                                                                                                |                                        |  |
| Oregon                         | 1884–1886                    | 7 400 GRT                    | Blue Riband, construído para a companhia de navegação Guion Line, comprado pela Cunard em 1884, naufragou em 1886 |                                        |  |
| Umbria                         | 1884–1910                    | 7 700 GRT                    | Blue Riband, último navios do tipo veleiro da Cunarde, desmontado em 1910                                         |                                        |  |
| Etruria                        | 1884–1910                    | 7 700 GRT                    | Blue Riband, desmontado em 1910                                                                                   |                                        |  |
| Campania                       | 1893–1914                    | 12 900 GRT                   | Blue Riband, vendido para a Marinha Real Britânica em 1914 e convertido em porta-aviões, afundou em 1918          |                                        |  |
| Lucania                        | 1893–1909                    | 12 900 GRT                   | Blue Riband, desmontado depois de ter pegado fogo em 1909                                                         |                                        |  |
| Sylvania                       |                              | 5 598 GRT                    | | London & Glasgow Co. Ltd.              |  |
| Carinthia                      |                              | 5 598 GRT                    | | London & Glasgow Co. Ltd.              |  |
| Ultonia                        | 1899–1917                    | 10 400 GRT                   | afundado por submarino em 1917                                                                                    |                                        |  |
| Ivernia                        | 1900–1917                    | 14 250 GRT                   | afundado por submarino em 1917                                                                                    |                                        |  |
| Saxonia                        | 1900–1925                    | 14 250 GRT                   | desmontado em 1925                                                                                                |                                        |  |
| Carpathia                      | 1903–1918                    | 13 600 GRT                   | resgatou os sobreviventes do Titanic, afundado por submarino em 1918                                              |                                        |  |
| Slavonia                       | 1903–1909                    | 10 606 GRT                   | naufragou em 1909                                                                                                 |                                        |  |
| Pannonia                       | 1903–1914                    | 9 851 GRT                    | desmontado |                                        |  |
| Caronia                        | 1905–1932                    | 19 650 GRT                   | desmontado em 1932                                                                                                |                                        |  |
| Carmania                       | 1905–1932                    | 19 650 GRT                   | desmontado em 1932                                                                                                |                                        |  |
| Kaiserin Auguste Victoria      |                              | 24 581 GRT                   | | AG Vulcan                              |  |
| Mauretania                     | 1907–1934                    | 31 950 GRT                   | Blue Riband, desmontado em 1934                                                                                   |                                        |  |
| Lusitania                      | 1907–1915                    | 31 550 GRT                   | Blue Riband, afundado por submarino em 1915                                                                       |                                        |  |
| Cassandra                      |                              | 8 135 GRT                    | | Scott‘s Shipbuilding & Eng. Co. Ltd    |  |
| Vasari                         |                              | 10 117 GRT                   | | Raylton Dixon & Co.                    |  |
| Ausonia                        | 1911–1918                    | 7 907 GRT                    | construído para Thompson Line, comprado pela Cunard em 1911, afundado por submarino em 1918                       |                                        |  |
| Saturnia                       |                              | 8 611 GRT                    | | Charles Connell & Co.                  |  |
| Franconia                      | 1911–1916                    | 18 100 GRT                   | afundado por submarino em 1916                                                                                    |                                        |  |
| RMS Ascania (1911) ''Ascania'' | 1911–1918                    | 9 100 GRT                    | naufragou em 1918                                                                                                 |                                        |  |
| Albania                        | 1911–1912                    | 7 650 GRT                    | construído para Thompson Line, comprado pela Cunard em 1911, vendido para Bank Line em 1912, desmontado em 1930   |                                        |  |
| Cameronia                      |                              | 10 963 GRT                   | | D. & W. Henderson Ltd.                 |  |
| Laconia                        | 1912–1917                    | 18 100 GRT                   | afundado por submarino em 1917                                                                                    |                                        |  |
| Imperator                      |                              | 52 226 GRT                   | | AG Vulcan                              |  |
| Vestris                        |                              | 10 494 GRT                   | | Workman, Clark & Co. Ltd               |  |
| Andania                        | 1913–1918                    | 13 400 GRT                   | afundado por submarino em 1918                                                                                    |                                        |  |
| Alaunia                        | 1913–1916                    | 13 400 GRT                   | afundado por minas em 1916                                                                                        |                                        |  |
| Berengaria                     |                              | 52 226 GRT                   | | AG Vulcan                              |  |
| Aquitania                      | 1914–1950                    | 45 650 GRT                   | serviu nas duas guerras mundiais, desmontado em 1950                                                              |                                        |  |
| Orduna                         | 1914–1921                    | 15 700 GRT                   | construído para PSN Co, adquirido pela Cunard em 1914, retornou para PSN em 1921, desmontado em 1951              |                                        |  |
| Emperor of India               |                              | 11 430 GRT                   | | Caird & Co.                            |  |
| Transylvania                   |                              | 14 315 GRT                   | | Scott‘s Shipbuilding & Eng. Co. Ltd.   |  |
| Tuscania                       |                              | 14 348 GRT                   | | Alexander Stephen & Sons.              |  |
| Aurania                        | 1916–1918                    | 13 400 GRT                   | afundado por submarino em 1918                                                                                    |                                        |  |
| Cameronia                      |                              | 16 365 GRT                   | | William Beardmore & Co.                |  |
| Royal George                   | 1916–1920                    | 11 142 GRT                   | desmontado em 1922.                                                                                               |                                        |  |
| Vauban                         | 1919–1922                    | 10 660 GRT                   | alugado de Lamport & Holt Line, desmontado em 1932                                                                |                                        |  |
| Albania                        | 1920–1930                    | 12 750 GRT                   | vendido para Libera Triestina em 1930, afundado por submarino em 1941                                             |                                        |  |
| Tyrrhenia                      |                              | 16 243 GRT                   | | William Beardmore & Co                 |  |
| Berengaria                     | 1921–1938                    | 51 950 GRT                   | construído para Hapag com o nome de Imperator, comprado pela Cunard em 1921, desmontado em 1938                   |                                        |  |
| Scythia                        | 1921–1958                    | 19 700 GRT                   | desmontado em 1958                                                                                                |                                        |  |
| Andania                        | 1921–1940                    | 13 900 GRT                   | afundado por submarino em 1940                                                                                    |                                        |  |
| Vandyck                        |                              | 13 233 GRT                   | | Workman, Clark & Co. Ltd.              |  |
| Tuscania                       |                              | 16 991 GRT                   | | Fairfield Shipbuilding & Eng. Co. Ltd. |  |
| Samaria                        | 1922–1955                    | 19 700 GRT                   | desmontado em 1955                                                                                                |                                        |  |
| Laconia                        | 1922–1942                    | 19 700 GRT                   | afundado por submarino em 1942                                                                                    |                                        |  |
| Antonia                        | 1922–1942                    | 13 900 GRT                   | vendido para Marinha Rela Britânica em 1942, desmontado em 1948                                                   |                                        |  |
| Ausonia                        | 1922–1942                    | 13 900 GRT                   | vendido para Marinha Rela Britânica em 1942, desmontado em 1965                                                   |                                        |  |
| Lancastria                     | 1922–1940                    | 16 250 GRT                   | naufragou por ataque com bombas 1940                                                                              |                                        |  |
| Athenia                        | 1923–1935                    | 13 465 GRT                   | transferido para Anchor Donaldson, afundado por submarino em 1939                                                 |                                        |  |
| Franconia                      | 1923–1956                    | 20 200 GRT                   | desmontado em 1956                                                                                                |                                        |  |
| Aurania                        | 1924–1942                    | 14 000 GRT                   | vendido para Marinha Rela Britânica em 1942, desmontado em 1961                                                   |                                        |  |
| Lettia                         |                              | 13 475 GRT                   | | Fairfield Shipbuilding & Eng. Co. Ltd. |  |
| Cassandra                      | 1924–1929                    | 8 135 GRT                    | alugado de Donaldson Line,vendido em 1929, desmontado em 1934                                                     |                                        |  |
| Carinthia                      | 1925–1940                    | 20 200 GRT                   | afundado por submarino em 1940                                                                                    |                                        |  |
| Ascania                        | 1925–1956                    | 14 000 GRT                   | desmontado em 1956                                                                                                |                                        |  |
| Alaunia                        | 1925–1944                    | 14 000 GRT                   | vendido para Marinha Rela Britânica em 1944, desmontado em 1957                                                   |                                        |  |

## 1934–1971
Fusão entre as empresas Cunard Line e a White Star Line, com o surgimento da Cunard-White Star Line, Ltd.
Neste período os navios da White Star Line Olympic, Homeric, Majestic, Doric, Laurentic, Britannic e Georgic passaram a navegar pela companhia Cunard White Star Line.
| Navio             | Período de serviço na Cunard | Tonelagem de arqueação bruta | Notas                                                                      | Estaleiro |  |
| ----------------- | ---------------------------- | ---------------------------- | -------------------------------------------------------------------------- | --------- |  |
| Queen Mary        | 1936–1967                    | 80 750 GRT                   | Blue Riband, vendido em 1967, transformado em navio hotel                  |           |  |
| Mauretania        | 1939–1965                    | 37 750 GRT                   | desmontado em 1965                                                         |           |  |
| Queen Elizabeth   | 1946–1968                    | 83 650 GRT                   | navio de tropas 1940–1945, vendido em 1968, destruido por incêndio em 1972 |           |  |
| Media             | 1947–1961                    | 13 350 GRT                   | vendido em 1961 para Cogedar Line, desmontado em1989                       |           |  |
| Parthia           | 1947–1961                    | 13 350 GRT                   | vendido para P&O em 1961, renomeado com Remuera, desmontado em 1969        |           |  |
| Caronia           | 1949–1968                    | 34 200 GRT                   | vendido em 1968, naufragou em 1974                                         |           |  |
| Britannic         | 1950–1960                    | 26 943 GRT                   | construído para a White Star Line, desmontado em 1960                      |           |  |
| Georgic           | 1950–1956                    | 27 759 GRT                   | construído para a White Star Line, desmontado em 1956                      |           |  |
| Alsatia           | 1951–                        | 7 228 GRT                    |                                                                            |           |  |
| Saxonia Carmania  | 1954–1962 1962–1973          | 21 637 GRT 21,370 GRT        | vendido para Black Sea Shipping Company em 1973                            |           |  |
| Ivernia Franconia | 1955–1963 1963–1973          | 21 800 GRT                   | vendido para Far Eastern Shipping Company em 1973, desmontado em 2004      |           |  |
| Carinthia         | 1956–1968                    | 21 800 GRT                   | vendido para Sitmar Line em 1968, desmontado em 2005                       |           |  |
| Sylvania          | 1957–1968                    | 21 800 GRT                   | vendido para Sitmar Line 1968, desmontado em 2004                          |           |  |
| Alaunia           | 1960–1969                    | 7 004 GRT                    | vendido para Brocklebank Line em 1969                                      |           |  |
| Queen Elizabeth 2 | 1969–2008                    | 70 300 GRT                   | vendido em 2008                                                            |           |  |
| Atlantic Causeway | 1970–1986                    | 14 950 GRT                   | desmontado em 1986                                                         |           |  |
| Atlantic Conveyor | 1970–1982                    | 14 946 GRT                   | navio porta-container afundado na Guerra das Malvinas em 1982              |           |  |

## 1971–1998
O controle da empresa passou para o conglomerado industrial e de serviços da empresa pública da britânica Trafalgar House Public Limited Company.
| Navio                | Período de serviço na Cunard | Tonelagem de arqueação bruta | Notas                                                                                              | Estaleiro                          |  |
| -------------------- | ---------------------------- | ---------------------------- | -------------------------------------------------------------------------------------------------- | ---------------------------------- |  |
| Cunard Adventurer    | 1971–1977                    | 14 150 GRT                   | vendido em 1977 para Norwegian Cruise Line.                                                        |                                    |  |
| Cunard Ambassador    | 1972–1974                    | 14 150 GRT                   | vendido depois ter pegado fogo em 1974 para C. Clausen e convertido em navio de carga.             |                                    |  |
| Cunard Countess      | 1976–1996                    | 17 500 GRT                   | vendido em 1996 para Awani Cruise Line.                                                            |                                    |  |
| Cunard Princess      | 1977–1995                    | 17 500 GRT                   | vendido para MSC Cruises em 1995.                                                                  |                                    |  |
| Sagafjord            | 1983–1997                    | 24 500 GRT                   | construído para ar Norwegian America Line, vendido em 1997 para Saga Cruises .                     |                                    |  |
| Vistafjord           | 1983–1999 1999–2004          | 24 300 GRT                   | construído para Norwegian America Line, e vendido em 2004 para Saga Cruises.                       |                                    |  |
| Atlantic Conveyor    | 1985-1996                    | 58 438 GRT                   | navio porta container da Atlantic Container Line                                                   |                                    |  |
| Sea Goddess I        | 1986–1998                    | 4 333 GRT                    | construído inicialmente para a Sea Goddess Cruises, transferido para Seabourn Cruise Line em 1998. | Helsinki Shipyard (Finlândia)      |  |
| Sea Goddess II       | 1986–1998                    | 4 333 GRT                    | construído inicialmente para a Sea Goddess Cruises, transferido para Seabourn Cruise Line em 1998. | Helsinki Shipyard (Finlândia)      |  |
| Cunard Crown Monarch | 1993–1994                    | 15 271 GRT                   | construído por encomenda da Crown Cruise Line, transferido para a Crown Cruise Line em 1994.       |                                    |  |
| Cunard Crown Jewel   | 1993–1995                    | 19 089 GRT                   | construído por encomenda da Crown Cruise Line, transferido para a Star Cruises em 1995.            | Union Navale de Levante (Valencia) |  |
| Cunard Crown Dynasty | 1993–1997                    | 19 089 GRT                   | construído por encomenda da Crown Cruise Line, transferido para a Majesty Cruise Line em 1997.     | Union Navale de Levante (Valencia) |  |
| Royal Viking Sun     | 1994–1999                    | 37 850 GRT                   | construído para a Royal Viking Line, transferido em 1999 para a Seabourn Cruise Line.              | Perno Shipyard (Turku)             |  |

## 1998-atual
Compra da empresa pela empresa de navegação Carnival Corporation & plc.
| Navio              | Período de serviço na Cunard | Tonelagem de arqueação bruta | Notas | Estaleiro                                 |  |
| ------------------ | ---------------------------- | ---------------------------- | --- | ----------------------------------------- |  |
| RMS Queen Mary 2   | 2004–presente                | 148 528 GT                   | em operação, navio capitânia da Cunard Line, único transatlântico em atividade na rota entre Southampton e Nova Iorque. | Chantiers de l'Atlantique (Saint-Nazaire) |  |
| MS Queen Victoria  | 2007–presente                | 90 049 GT                    | em operação. | Fincantieri (Marghera)                    |  |
| MS Queen Elizabeth | 2010–presente                | 90 901 GT                    | em operação. | Fincantieri (Monfalcone)                  |  |